# SkyEurope
SkyEurope, ufficialmente SkyEurope Airlines, è stata una compagnia aerea a basso costo.
Attiva dal 2001 al 2009, aveva la sua base principale all'aeroporto M. R. Štefánik (BTS) di Bratislava, in Slovacchia. SkyEurope possedeva altre basi a Praga, Vienna e Košice.
Alla fine dell'estate 2009, dopo una crisi che attanagliò la compagnia per tutto il mese di luglio, SkyEurope dichiarò il sopraggiunto fallimento e la cessazione dei voli.

## Codici
- Codice IATA: NE
- Codice ICAO: ESK
- Codice di chiamata radio o "Callsign":  Relax

## Storia
Fondata il 6 settembre 2001 da Alain Skowronek e da Christian Mandl, rispettivamente Presidente e Amministratore delegato della società, SkyEurope inizia la propria attività operativa il 13 febbraio 2002 con voli nazionali di collegamento sulla rotta Bratislava-Košice.
Nel settembre 2002 la compagnia aerea slovacca inizia ad operare dall'Italia verso i paesi dell'Europa centrale con un solo volo diretto dall'aeroporto di Milano (Bergamo) a quello di Bratislava-Vienna, affermandosi rapidamente come il vettore aereo low cost di riferimento per il centro-est Europa.
La società, grazie ai finanziamenti della Banca Europea per la Ricostruzione e lo Sviluppo, (BERS), di ABN AMRO e fondi della Unione europea si è rapidamente espansa e nel 2008 impiegava circa 700 persone. Con un'offerta pubblica iniziale di 6 Euro ad azione, il 27 settembre 2005 SkyEurope è diventata la prima compagnia aerea dell'Europa centrale ed orientale ad essere quotata nelle Borse valori di Vienna e Varsavia.
Dal momento in cui ha iniziato le proprie operazioni sino alla data del 31 dicembre 2008, SkyEurope Airlines ha trasportato un totale 12.977.008 passeggeri; mentre nell'arco dei 12 mesi dello stesso anno la compagnia aerea ha trasportato 3.630.106 passeggeri, con un aumento dell'1,5% rispetto allo stesso periodo dell'anno precedente (3.575.064 passeggeri nel 2007).
Il fattore di carico nei 12 mesi del 2008 è diminuito di 6,3 punti percentuali scendendo al 73,4%. Nel 2008 raggiunge il primo posto nella classifica Skytrax come migliore compagnia aerea low-cost dell'anno. Il 31 agosto 2009, la dirigenza dichiara la bancarotta cessando ogni attività e provocando di fatto numerosi disagi per centinaia di passeggeri.

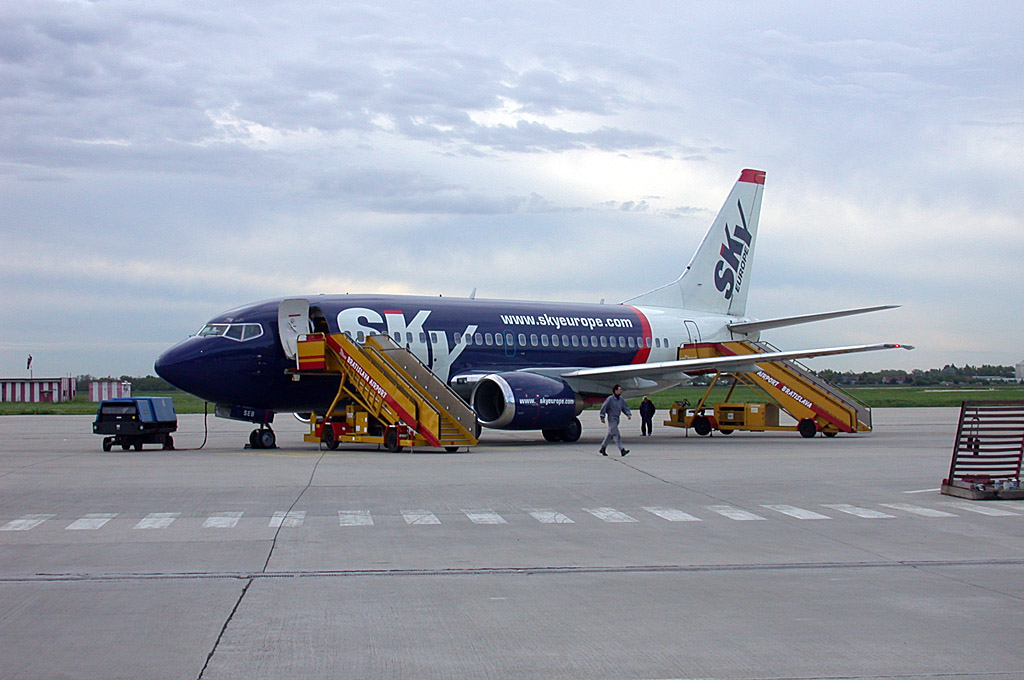
SkyEurope Boeing 737-500

| milione EUR                   | 2004 | 2005  | 2006  | 2007  | 2008  | X/08-III/09 |
| ----------------------------- | ---- | ----- | ----- | ----- | ----- | ----------- |
| Fatturato                     | 53   | 113   | 159   | 236   | 260   | 85          |
| Costi operativi               | (66) | (146) | (214) | (257) | (316) | (111)       |
| Risultato operativo           | (13) | (34)  | (55)  | (21)  | (56)  | (27)        |
| Utile                         | (10) | (29)  | (57)  | (24)  | (59)  | (32)        |
| Attivo                        | 22   | 84    | 117   | 150   | 113   | 94          |
| Capitale proprio              | 0,1  | 34    | 16    | (3)   | (61)  | (98)        |
| Capitale in prestito          | 22   | 50    | 101   | 152   | 174   | 192         |
| Cassa e disponibilità liquide | 9    | 46    | 42    | 12    | 1     | 0,5         |
| Capitalizzazione di mercato   | n/a  | 102   | 82    | 103   | 19    | 6           |

## Flotta

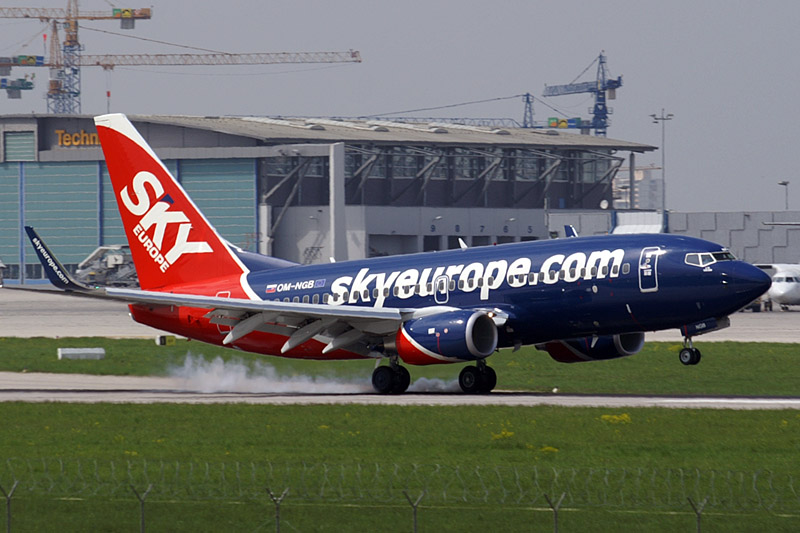
SkyEurope Boeing 737-700 NG nei nuovi colori

Nel 2005 con un ordine dal valore di 1,76 miliardi di dollari USA, SkyEurope ha acquistato 32 nuovi Boeing 737-700 Next-Generation (16 dei quali soggetti a diritto d'acquisto), i primi 12 apparecchi sono stati finanziati e locati alla compagnia aerea dalla società GECAS (General Electric Capital Aviation Services), la consegna dei primi 16 velivoli è iniziata a partire dal marzo 2006, mentre i rimanenti 16 aeromobili dovevano essere consegnati a SkyEurope entro la fine del 2010.
La flotta SkyEurope al gennaio 2009 era composta dai seguenti modelli:

### Boeing 737-700
- Aerei in servizio: 4[6] (10 ordinati[7])
- Capacità passeggeri: 149